# Dragon Age (Zeitschrift)
Dragon Age (jap. 月刊ドラゴンエイジ, Gekkan Doragon Eiji) ist ein japanisches Manga-Magazin. Es richtet sich an Jugendliche.
Das Magazin erscheint monatlich beim Kadokawa-Shoten-Verlag zu einem Preis von 600 Yen. Den Hauptteil des Magazins machen verschiedene Kapitel von Manga-Serien und Manga-Kurzgeschichten aus. Unter diesen Serien sind unter anderem einige Manga wie Chrno Crusade oder Highschool of the Dead, die auch in vielen anderen Ländern veröffentlicht und in Anime verfilmt werden.
Die Dragon Age wurde im April 2003 gegründet und entstand aus der Zusammenlegung der Comic Dragon, ursprünglich einer Sonderausgabe des Dragon Magazine, mit der Dragon Jr. 2005 hatte das Magazin eine Auflage von 46.000 Stück pro Ausgabe.

## Veröffentlichte Manga (Auswahl)

### Fortlaufend
- Dragons Rioting von Tsuyoshi Watanabe
- Full Metal Panic! von Retsu Tateo und Shōji Gatō
- High School D×D von Ichiei Ishibumi und Hiroji Mishima
- Maken-Ki von Hiromitsu Takeda
- Saikin, Imōto no Yōsu ga Chotto Okashiinda ga. von Mari Matsuzawa
- Tetsunabe no Jan!! 2nd von Shinji Saijyo
- Triage X von Shōji Satō
- Trinity Seven: 7-nin no Masho Tsukai von Kenji Saitō und Akinari Nao
- Uzaki-chan wa Asobitai! von Take

### Abgeschlossen / nicht mehr im Magazin
- AiON von Yuna Kagesaki
- Cheeky Vampire (Karin) von Yuna Kagesaki
- Chrno Crusade von Daisuke Moriyama
- Chrome Shelled Regios: Missing Mail von Shūsuke Amagi und Nodoka Kiyose
- Date AST Like von Kakashi Oniyazu
- Densetsu no Yūsha no Densetsu von Hiroko Chōzō
- Dragon Half
- Galaxy Angel
- Gosick von Sakuya Amano
- Gakuen Mokushiroku: Highschool of the Dead von Satō Daisuke und Shōji Satō
- Ikoku Meiro no Croisée von Hinata Takeda
- Kore wa Zombie Desu ka? von Shin’ichi Kimura und Sacchie
- Maburaho von Toshihiko Tsukiji und Miki Miyashita
- Mahō Senshi Riui von Ryō Mizuno
- Real Bout Highschool von Sora Inoue und Reiji Saiga
- Seitokai no Ichizon von Sekina Aoi und 10mo
- Someday’s Dreamers von Norie Yamada und Kumichi Yoshizuki
- Supa Supa
- Talisman Himari (Omamori Himari) von Matra Milan
- Tenchi Muyo!
- The Third – Sabaku no Hoshi no Apprentice Girl von Ryō Hoshino und Yōichi Ariko
- Variante von Sugimoto Iqura
- Der Weg von Sonne und Wind von Norie Yamada und Kumichi Yoshizuki
- Zeroin von Sora Inoue